# الجدول الزمني لجائحة فيروس كورونا في المكسيك 2020
الجدول الزمني لجائحة كوفيد-19 في المكسيك

## يناير 2020
في 22 يناير 2020، أصدرت الصحة بيانًا قالت فيه إن كوفيد-19 لا يمثل خطرًا على المكسيك. سُجّلت 441 حالة في كل من الصين وتايلاند وكوريا الجنوبية والولايات المتحدة، وصدر تحذير من السفر في 9 يناير.
في 30 يناير 2020، قبل إعلان منظمة الصحة العالمية عن تفشي الجائحة، صممت حكومة المكسيك خطة إعداد واستجابة أعدتها اللجنة الوطنية للسلامة الصحية، وهي مجموعة عمل بقيادة أمانة الصحة تهدف إلى استراتيجيان عمل عند الوصول الوشيك للجائحة. نفذت هذه المجموعة سلسلة من إجراءات التنبيه وإعادة التأهيل وتحديث اللوائح الوبائية على أساس اللوائح الصحية الدولية، كونها أول دولة في أمريكا اللاتينية تستخدم نمذجة رياضية للأمراض المعدية.

## فبراير 2020
رست سفينة الرحلات البحرية غراند برينسس في بويرتو فالارتا (15 فبراير) ومانزانيلو (16 فبراير) ومازاتلان (17 فبراير) وكابو سان لوكاس (18 فبراير)، إذ أمضت من 9 إلى 12 ساعة في كل ميناء. كانت أول حالة وفاة بفيروس كوفيد -19 في كاليفورنيا لرجل كان على متن هذه السفينة في رحلة بحرية سابقة. عُزلت هذه السفينة لاحقًا قبالة سان فرانسيسكو ورست في أوكلاند في 11 مارس مع 21 شخصًا على متنها ثبتت إصابتهم بفيروس كورونا.
رست السفينة السياحية إم إس سي، التي لم يُسمح لها بالرسو في جزر كايمان أو جامايكا، في كوزوميل، كوينتانا رو، في 27 فبراير. شُخّصت إصابة ثلاثة ركاب بفيروس الأنفلونزا أ، ولكن يُعثر على أي إصابات بفيروس كورونا.
في 28 فبراير، أكدت المكسيك حالاتها الثلاث الأولى. خضع رجل يبلغ من العمر 35 عامًا ورجل يبلغ من العمر 59 عامًا في مكسيكو سيتي ورجل يبلغ من العمر 41 عامًا في ولاية سينالوا الشمالية لاختبار كوفيد-19، وعُزلوا في مستشفى ثم في فندق. لقد سافروا إلى بيرغامو بإيطاليا لمدة أسبوع في منتصف فبراير. في 29 فبراير، اكتُشفت حالة رابعة وتأكدت في مدينة توريون بولاية كواهويلا، وهي امرأة تبلغ من العمر 20 عامًا سافرت إلى إيطاليا.

## مارس 2020

### من 1 إلى 15 مارس
في 1 مارس، أُعلن عن حالة خامسة في تشياباس لطالب عاد لتوه من إيطاليا. في 6 مارس، تأكدت حالة سادسة في ولاية المكسيك لرجل يبلغ من العمر 71 عامًا كان قد عاد من إيطاليا في 21 فبراير.
كان كوفيد-19 موضوع النقاش في اجتماع مؤتمر الحكام الوطنيين (كوناجو) الذي عقد في 5 مارس 2020. في 6 مارس خلال الجلسة الأولى للمجلس الوطني للصحة، قاد هوغو لوبيز-جاتيل راميريز، أحد الاستراتيجيين والمتحدثين الرسميين الرئيسيين للحكومة المكسيكية بشأن الأوبئة، المؤتمر الصحفي اليومي الأول حول كوفيد-19.
في 7 مارس، تأكدت حالة سابعة في مكسيكو سيتي لرجل يبلغ من العمر 46 عامًا كان على اتصال سابق بحالة أخرى مؤكدة في الولايات المتحدة.
في 10 مارس، أُبلغ عن حالة ثامنة في بويبلا، وهو رجل ألماني يبلغ من العمر 47 عامًا كان قد عاد من رحلة عمل إلى إيطاليا. في نفس التاريخ، عُزل 40 عضوًا من فرقة رقص في بويبلا، عائدين من جولة في إيطاليا، في الحجر الصحي. تراجعت البورصة المكسيكية إلى مستوى منخفض في 10 مارس بسبب مخاوف من فيروس كورونا وبسبب انخفاض أسعار النفط. تدخل بنك المكسيك لدعم قيمة البيزو، التي انخفضت بنسبة 14% إلى 22.929 مقابل الدولار الأمريكي.
في 14 مارس، أكد فرناندو بيترسن، وزير الصحة بولاية خاليسكو، اكتشاف أول حالتين كوفيد-19 في مستشفى سيفيل دي غوادالاخارا. تأكدت إصابة حالتين جديدتين في نويفو ليون، وأعلنت وزراة التعليم العام إلغاء جميع الأحداث الرياضية والمدنية في المدارس. في اليوم نفسه، أعلنت وزارة التعليم أن عطلة عيد الفصح، التي كان من المقرر أصلا من 6 إلى 17 أبريل، سيتم تمديدها من 20 مارس إلى 20 أبريل كإجراء وقائي.
في 15 مارس، قالت رئيسة البلدية كلوديا شينباوم للصحفيين إنه سيُعاد تخصيص 100 مليون بيزو مكسيكي إضافي (4.4 مليون دولار أمريكي) من مخصص غير محدد لميزانية المدينة، مستشهدة بصيانة الطرق كمثال. أُعلن عن أول حالة مؤكدة لفيروس كورونا في أكابولكو، غيريرو.  أبلغ كويريتارو عن حالتين جديدتين، ما رفع العدد الإجمالي إلى ست حالات.

### من 16 إلى 22 مارس
اعتبارًا من 16 مارس، واصل الرئيس أندريس مانويل لوبيس أوبرادور اتخاذ التدابير المخفضة من تأثير فيروس كورونا. في 16 مارس، قدم المحامي ماركو أنطونيو ديل تورو التماسًا إلى المحاكم الفيدرالية لوقف جميع الأنشطة باستثناء الضرورية منها لمدة 30 إلى 40 يومًا بسبب تفشي فيروس كورونا. بلغ إجمالي عدد الحالات المؤكدة 82 حالة. علقت جامعة ولاية موريلوس المستقلة فصول الدراسة لطلابها البالغ عددهم 22 ألف طالب. وقع حادث دبلوماسي بين حكومتي المكسيك والسلفادور بشأن 12 مواطنًا سلفادوريًا يرتدون أقنعة الوجه على متن طائرة تقلع من مكسيكو سيتي إلى سان سلفادور. ندد رئيس السلفادور، نيب بوكيلي، وقال أنه غير مسؤول عن ذلك، إذ سمح لهم بركوب الطائرة مع ركاب آخرين وعرض إرسال طائرة لنقلهم بشكل خاص. دُعم هذا الادعاء من قبل شركة الطيران بينما قالت الحكومة المكسيكية أنه لا توجد أسباب للافتراض أن الأشخاص كانوا إيجابيين بالنسبة لـكوفيد-19. في النهاية، أُلغيت الرحلة. أعلن مارسيلو إبرارد، رئيس الشؤون الخارجية لاحقًا النتائج السلبية لاختبارات كوفيد-19 للمسافرين السلفادوريين.
في 17 مارس، تأكد إصابة 11 حالة جديدة، ما رفع العدد الإجمالي للحالات إلى 93 حالة، وكانت كامبيتشي الولاية الوحيدة التي ليس لديها حالات مؤكدة. انتُقدت استجابة المكسيك المحدودة للجائحة، بما في ذلك السماح بإقامة حفل موسيقي كبير وبطولة كرة القدم للسيدات، فضلًا عن عدم وجود اختبارات كافية. لاحظ النقاد أن الرئيس لوبيس أوبرادور لا يمارس التباعد الاجتماعي ويواصل استقبال الحشود الكبيرة، ولم تُغلق الحدود، ما أثار القلق بشكل خاص على صحة آلاف المهاجرين في المخيمات المؤقتة الموجودة على طول الحدود مع الولايات المتحدة.  قال المفوض الوطني السابق للأنفلونزا في المكسيك أثناء جائحة الإنفلونزا عام 2009، أليخاندرو ماسياس، إن المشكلة تفاقمت بسبب افتقار المكسيك إلى أسرّة العناية المركزة الكافية، والعاملين في الرعاية الطبية وأجهزة التنفس الصناعي.
في 18 مارس، تأكد إصابة 25 حالة أخرى ما رفع العدد الإجمالي إلى 118 حالة و314 حالة مشتبه بها. شعرت السلطات في خاليسكو بالقلق من مجموعة مؤلفة من 400 شخص عادوا مؤخرًا من فيل، كولورادو؛ 40 شخص منهم لديه أعراض كوفيد-19. في نفس اليوم، أعلنت الحكومة المكسيكية أنها ستخصص 3.5 مليار بيزو (حوالي 146 مليون دولار أمريكي لشراء المعدات الطبية والمخبرية، ومواد التعقيم والتطهير، وأجهزة التهوية. خلال الليل، سُجّلت أول حالة وفاة مرتبطة بـكوفيد-19 في البلاد، وهو رجل يبلغ من العمر 41 عامًا ليس له سجل سفر خارج البلاد وقد نُقل إلى المستشفى في المعهد الوطني لأمراض الجهاز التنفسي. أعلن حاكم كوليما خوسيه إجناسيو بيرالتا حالة الطوارئ بعد الإبلاغ عن الحالة الأولى للولاية، وهو رجل عاد مؤخرًا من ألمانيا، في 17 مارس. أغلقت فورد وهوندا وأودي مصانعها في المكسيك.  طُرد المئات من موظفي الفنادق في كانكون.
أعلنت السلطات في 18 مارس أنها تبحث عن مئات المواطنين الذين قد يكونون حاملين لفيروس كورونا، خاصة في ولايات بويبلا وخاليسكو وأغواسكاليينتس وجيريرو. أبقت عائلة مكونة من أربعة أفراد في بويبلا ممن سافروا إلى الولايات المتحدة أعراضهم سرية أثناء زيارتهم لجيرانهم في لا فيستا وزيارة صالة ألعاب رياضية. كانت السلطات لا تزال تحاول تعقب 400 شخص في خاليسكو وناياريت ممن سافروا مؤخرًا إلى فيل، كولورادو. في أغواسكالينتس كانوا يتطلعون لتعقب ركاب الرحلة 2638 الذين سافروا مع رجل مريض من نيويورك. أُغلقت جامعة غيريرو المستقلة بعد أن إثبات إصابة طالبة بالفيروس. أُغلق المعهد التقني لغيريرو والمحكمة العليا بالولاية.
في 19 مارس، سُجّلت في موريلوس أول حالتين مؤكدتين - امرأة تبلغ من العمر 54 عامًا من كواوتلا ورجل يبلغ من العمر 37 عامًا من كويرنافاكا. أعلنت سينالوا عن الحالة الثالثة وهي امرأة تبلغ من العمر 20 عامًا من كولياكان.
أعلن وزير الخارجية الأمريكي مايك بومبيو في 20 مارس وضع قيود على السفر عبر الحدود المكسيكية الأمريكية، القيود المذكورة لن تُطبّق على البضائع. أعلن المعهد الوطني للأنثروبولوجيا والتاريخ إغلاق المناطق الأثرية في 21-22 مارس. سيُغلق تشيتشن إيتزا إلى أجل غير مسمى اعتبارًا من 21 مارس. ستُغلق غواشيمونتونس في 21 و 22 و 23 مارس. ستُغلق بالينكي وتولا وتينغامباتو في 21 مارس. عرضت شركة ألسيا، التي تدير مطاعم مثل ستاربكس وفايبز ودومينوز بيتزا، على موظفيها إجازة غير مدفوعة الأجر. أعلن العمدة خوانيتا روميرو من بلدية ناكوزاري دي غارسيا، سونورا، فرض حظر تجول، ساري المفعول حتى 20 أبريل. فقط رئيس المكسيك لديه السلطة القانونية لإعلان مثل هذا الإعلان. خلال الليل، تأكد تسجيل 38 حالة أخرى ووفاة واحدة، ما رفع العدد الإجمالي إلى 203 حالة، و606 حالة مشتبه بها.
في 21 مارس، كان إجمالي الحالات المؤكدة 251. بعد يوم واحد سُجّلت 65 حالة أخرى وارتفع إجمالي الحالات المشتبه بها إلى 793 حالة.
في 22 مارس، أُغلقت الحانات والنوادي الليلية ودور السينما والمتاحف في مكسيكو سيتي. أعلن حاكم خاليسكو، إنريكي ألفارو راميريز، أنه اعتبارًا من الخميس 26 مارس، ستمنع خاليسكو وسبع ولايات أخرى في باجيو وغرب المكسيك الرحلات الجوية من مناطق مثل كاليفورنيا التي بها معدل مرتفع من الإصابات. قال أيضًا إنهم سيشترون 25000 مجموعة اختبار.
دخلت المكسيك المرحلة الثانية من جائحة الفيروس التاجي في 23 مارس، وفقًا لمنظمة الصحة العالمية، مع 367 حالة مؤكدة. تتضمن المرحلة الثانية الحالات التي لم يكن فيها الأفراد المرضى على اتصال مباشر مع شخص كان في بلد آخر مؤخرًا. في نفس اليوم، أكّد على وفاة شخصين آخرين بسبب كوفيد-19، مما رفع العدد الإجمالي إلى 4 حالات وفاة مُبلغ عنها. أعلن في ذلك اليوم في المؤتمر الصحفي اليومي للرئيس لوبيز أوبرادور عن تنفيذ الحملة الوطنية للتباعد الاجتماعي، وهو برنامج وطني للتدابير غير الدوائية على أساس التباعد الاجتماعي. من بين التغييرات السلوكية التي اقترحتها منظمة الصحة العالمية. غسل اليدين، وتغطية الفم عند السعال، والابتعاد عن الآخرين، ومراقبة وعزل الذات للأشخاص الذين يشتبه في إصابتهم. في نفس اليوم في المؤتمر الصحفي اليومي، أُعلن أيضًا عن حملة إعلامية بطلتها سوزانا ديستانكا (تلاعب بالألفاظ قريب من معنى التباعد الصحي)، وهي تلاعب بالألفاظ عبر إدخال بطلة خيالية تهدف إلى تعزيز التباعد الاجتماعي بين الناس.
في الوقت نفسه أظهر استطلاع قامت به ميتوفسكي أن 63% من المكسيكيين يخافون من الإصابة بكوفيد-19 و25.5% يخشون الموت بسببه. قال 28% إنهم لا يرغبون في البقاء في منازلهم. اعتقد 38.6% أن الرئيس لوبيز أوبرادور كان يتعامل مع الوضع بشكل جيد، و37% عارضوا ذلك. اقتصر الوصول إلى محلات السوبر ماركت في كواهويلا على شخص واحد لكل أسرة، وقيست درجة حرارة كل الشخص قبل الدخول. تنطبق القاعدة نفسها على الصيدليات والمتاجر في الولاية التي الولاية التي لديها 12 حالة مؤكدة من كوفيد-19.
في مؤتمره الصحفي الصباحي في 24 مارس، أعلن الرئيس لوبيز أوبرادور أن المكسيك دخلت المرحلة الثانية من جائحة الفيروس التاجي، ساري المفعول حتى 30 أبريل. حُظرت التجمعات التي تضم أكثر من 100 شخص، وسيشارك الجيش والبحرية. القوات المسلحة لديها 1738 طبيبًا و1727 ممرضة و100 سيارة إسعاف للعلاج المكثف و400 سيارة إسعاف للنقل. يمتلك الجيش أيضًا 5 مستشفيات عالية التخصص، و36 مستشفى من المستوى الثاني، و272 مستشفى من المستوى الأول مع 262 فرقة صحية في جميع أنحاء البلاد. أُبلغ عن أربع وفيات و367 حالة مؤكدة و826 حالة مشتبه بها لكوفيد-19. توفيت أول امرأة مكسيكية بسبب كوفيد-19 في 24 مارس، مما رفع العدد الإجمالي إلى 5 حالات وفاة أبلغ عنها في البلاد. في نفس اليوم أكَدت 405 حالة إصابة بفيروس كوفيد-19.
في 25 مارس، حذر الدكتور أبيلاردو أفيلا، الباحث في معهد سلفادور زوبيران الوطني للعلوم الصحية والتغذية، من أن المكسيك معرضة بشكل خاص لوباء كوفيد-19 بسبب الأمراض المزمنة الكامنة المنتشرة كثيرًا مثل السمنة والسكري وارتفاع ضغط الدم. وفي 25 مارس أيضًا، أمر الرئيس لوبيز أوبرادور القوات الجوية المكسيكية بإنقاذ المكسيكيين المحاصرين في الأرجنتين. في باجا كاليفورنيا، أغلقت شركة بروفيكو نشاطين تجاريين في تيجوانا بسبب التلاعب بالأسعار. في مكسيكو سيتي، أعلنت رئيسة الحكومة كلوديا شينباوم عن تقديم الدعم المالي للأسر والصناعات الصغيرة المتضررة من الوباء. وأعلنت أنه سيتوقف التحقق من السيارات حتى 19 أبريل. ستبقى دور السينما والحانات والنوادي الليلية وصالات الألعاب الرياضية ومراكز الترفيه الأخرى مغلقة. في نفس اليوم أبلغ عن وفاة رجل واحد بسبب الإصابة بفيروس كوفيد-19 في سان لويس بوتوسي، مما رفع العدد الإجمالي إلى 6 حالات وفاة مُبلغ عنها في المكسيك 475 حالة مؤكدة. ادعى الحاكم ميغيل باربوسا هويرتا (مورينا) أن الأثرياء فقط هم من يتعرضون للخطر، لأن الفقراء محصنون ضد الإصابة بكوفيد-19.
في 26 مارس، كشف الرئيس لوبيز أوبرادور أنه طلب من مجموعة العشرين ضمان عدم تمكين الدول الغنية من السيطرة على الإمدادات الطبية في العالم. ودعا إلى تأكيدات بأن الحدود لن تُغلق أمام التجارة وأن التعريفات لن تُرفع من جانب واحد. وأخيرًا دعا إلى إنهاء العنصرية والتمييز. أعلنت الحكومة المكسيكية أنها ستعلّق معظم أنشطة القطاعات اعتبارًا من 26 مارس حتى 19 أبريل، باستثناء قطاعَي الصحة والطاقة وصناعة النفط، والخدمات العامة مثل إمدادات المياه والسلامة العامة. أصر المتظاهرون في سونورا على أن الحكومة تحد من المعابر الحدودية مع الولايات المتحدة. وأعلن تشيهواهوا أنه في الأيام القليلة المقبلة سيبدأ في الحجر الصحي على المهاجرين الذين أعيدوا إلى معبر سيوداد خواريز الحدودي. هُجّر حوالي 65 مهاجرًا من إل باسو، تكساس يوميًا، وحوالي 5200 هذا العام. أُبلغ عن حالتي وفاة أخرتين في هذا اليوم، وأُكّدت إصابة 585 حالة، وكان هناك 2156 حالة مشتبه بها. اتهمت هيومن رايتس ووتش وكالة أملو الإعلامية بتعريض الأرواح للخطر من خلال عدم تقديم معلومات دقيقة عن الوباء. أبلغت حكومة سان لويس بوتوسي عن وفاة رجل يبلغ من العمر 57 عامًا في 26 مارس، مما رفع العدد الإجمالي للوفيات في البلاد إلى تسعة. كان يعاني من ارتفاع ضغط الدم والسكري. قام مواطنو نوجاليس، سونورا، بمنع عبور الحدود من نوجاليس، أريزونا، من أجل منع دخول الأفراد المصابين بالفيروس ولمنع نقص الغذاء والمياه المعبأة وورق التواليت ومواد التنظيف في المتاجر المحلية.
وفقًا لوزير الصحة، فإن عددًا كبيرًا من المصابين البالغ عددهم 585 شخصًا في المكسيك تتراوح أعمارهم بين 30 و34 عامًا. يحتل الأشخاص الذين تزيد أعمارهم عن 65 عامًا المرتبة الثانية، يليهم أولئك الذين تتراوح أعمارهم بين 25 و29 ومن 45 إلى 49. الولايات التي سجلت أكبر عدد من الحوادث هي مكسيكو سيتي (83) وخاليسكو (64) ونويفو ليون (57).
في 27 مارس، اشترت الحكومة الفيدرالية 5000 جهاز تهوية من الصين بينما تستعد الحكومة للمرحلة الثالثة من الوباء. ارتفع إجمالي الحالات المؤكدة إلى 717، أُبلغ عن 12 حالة وفاة، وكان هناك 2475 حالة مشتبه بها. قالت شركة بروفيكو (صدر عن مكتب المدعي الفيدرالي لشؤون المستهلك) إنها ستفرض غرامة على التجار الذين يرفعون أسعار السلع المنزلية بشكل غير عادل. طلب حكام نويفو ليون وتاماوليباس وكواويلا من الحكومة الفيدرالية إغلاق الحدود مع الولايات المتحدة.
في 28 مارس، أعلن محافظ هيدالغو عمر فياض في تغريدة أنه أثبت إصابته بالفيروس وقال إنه في الحجر الصحي الذاتي. قالت أبرشية الروم الكاثوليك في المكسيك إنه يجب عقد الصلوات في الداخل مع حضور ما لا يزيد عن عشرين شخصًا. يمكنهم إلغاء جميع احتفالات الأسبوع المقدس إذا لم تتحسن الأمور. في المساء، أبلغت أمانة الصحة عن 131 حالة مؤكدة جديدة وأربع وفيات أخرى، ليرتفع الإجمالي إلى 848 حالة مؤكدة و16 حالة وفاة. أعلن حاكم موريلوس كواوتيموك بلانكو الحالة السابعة والوفاة الأولى بسبب كوفيد-19 في الولاية، وهو رجل يبلغ من العمر 37 عامًا سافر مؤخرًا إلى الولايات المتحدة. علقت سان لويس بوتوسي الجنازات، يجب نقل الموتى مباشرة من المستشفى إلى محرقة الجثث.
جاءت نتيجة اختبار حاكم ولاية تاباسكو، أدان أوغستو لوبيز هيرنانديز، إيجابية لكوفيد-19 في 29 مارس. بُني نفقين مع رذاذ مطهر في نظام مترو الأنفاق إسكوبيدو، نويفو ليون. وهدّدت حكومة يوكاتان بغرامة قدرها 86 ألف دولار بيسو وسجن لمدة تصل إلى ثلاث سنوات للأفراد الذين ثبتت إصابتهم بفيروس كورونا ولم يعزلوا أنفسهم. سجلت ولاية كويريتارو أول حالة وفاة بسبب كوفيد-19، وهو رجل يبلغ من العمر 56 عامًا. في نفس اليوم أٌكّد وجود 993 حالة إصابة بكوفيد-19 و20 حالة وفاة بسبب المرض. بين 27 و29 مارس، أعيد 566 مكسيكيًا من بلدان أخرى: 62 من كولومبيا، 53 من الإكوادور، و299 من بيرو، و28 من غواتيمالا (عن طريق البر)، و134 من كوبا. بدورها، ساعدت الحكومة المكسيكية 86 شخصًا على العودة إلى الإكوادور، و99 إلى بيرو، و 49 إلى كوبا.
في 30 مارس، تجاوز العدد الإجمالي لحالات كوفيد-19 الألف مع 1094 حالة مؤكدة و28 حالة وفاة مُبلغ عنها في البلاد. في المساء، أعلن الوزير مارسيلو إبرارد حالة طوارئ صحية وطنية، إذ دُعيت جميع القطاعات في البلاد لوقف معظم أنشطتها.
في الصباح الباكر من يوم 31 مارس، وصلت 50000 مجموعة اختبار و100000 قناع وخمسة أجهزة تهوية آلية (تبرع بها جاك ما ومؤسسة علي بابا الصينية) إلى مطار مكسيكو سيتي الدولي. أُجبرت الممرضات في خاليسكو على النزول من وسائل النقل العام وتعرّضن لهجوم جسدي من قبل أشخاص خائفين من الإصابة بفيروس كورونا. ونُصح العاملين في المجال الطبي هناك وفي أماكن أخرى بعدم ارتداء زيهم الرسمي خارج المستشفى. في نفس اليوم، بلغ إجمالي الحالات المؤكدة لكوفيد-19حوالي 1215 وأُبلغ عن حالة وفاة أخرى. أعلنت حكومة مكسيكو سيتي أن 90% من الشركات في مكسيكو سيتعين عليها الإغلاق بسبب إعلان الطوارئ الصحية الوطنية في اليوم السابق. في أوست، تكساس، بدأ مسؤولو الصحة العامة في التحقيق في مجموعة واضحة من حالات كوفيد-19بعد اختبار 28 شخصًا من أصل 70 بعد إجازة الربيع (طلاب في جامعة تكساس في أوستن) بعد رحلتهم إلى كابو سان لوكاس، باجا كاليفورنيا سور، في أوائل مارس.[بحاجة لمصدر] أفاد المعهد المكسيكي للضمان الاجتماعي (IMSS) في مونكلوفا، كواهويلا، أن اختبار 29 من العاملين في المجال الطبي والتمريض كان إيجابيًا لكوفيد-19، ولم يصب أي مريض.

## أبريل 2020

### من 1 أبريل حتى 15 أبريل
ورد في 1 أبريل أن سبعة مهاجرين من بويبلا يقيمون في نيويورك لقوا حتفهم بسبب كوفيد-19. أبلغت السلطات أن 46% من الحالات على أنها تعافي، وهو ما يمثل ما يقرب من 634 حالة شفاء. في كواهويلا، أصيب 21 من العاملين الصحيين بالفيروس وتوفي طبيب واحد بسببه، مما رفع عدد الوفيات بين الأطباء العاملين لدى المعهد العالي للضمان الاجتماعي إلى أربعة. كانت 19 حالة من أصل 21 حالة في كواهويلا خفيفة والباقين كانوا بحالة إسعافية. في وقت لاحق من نفس اليوم، أُبلغ عن 1378 حالة إصابة و37 حالة وفاة ناتجة عن الفيروس في المكسيك.
في 2 أبريل، أُكّد 1510 حالة إصابة بكوفيد-19 و13 حالة وفاة أخرى مرتبطة بالمرض من قبل السلطات المكسيكية. في مكسيكو سيتي، مع إجبار الفنادق على الإغلاق، طُرد نزلاء الفندق الباقين من غرفهم. في نفس اليوم، عقد الرئيس لوبيز أوبرادور مؤتمرًا صحفيا قلل فيه من أهمية الأزمة، وبعد أن ربطها بشكل غامض بوعده المكرر بالقضاء على الفساد، إذ قال إن الوضع «فينو كومو أنيلو آل ديدو»، وهو ما يعادل المصطلح «ملائم مثل قفاز في اليد» كتعبير عن حسن التوقيت والكفاية.
في 3 أبريل، أكدت أمانة الصحة 1688 حالة إصابة و60 حالة وفاة. في اليوم التالي، أُكّد 202 حالة أخرى و19 حالة وفاة أخرى من قبل السلطات المكسيكية.
في 5 أبريل، قدم الرئيس لوبيز أوبرادور خطته لإعادة تنشيط الاقتصاد. قال إنه لا يريد زيادة أسعار الوقود أو الضرائب، وإنه يتطلع لتوظيف المزيد من المهنيين الطبيين للقوات المسلحة. وقال إنه كان هناك أموال كافية لبناء محطات الطاقة الحرارية المقترحة اللازمة في يوكاتان وباخا كاليفورنيا وأماكن أخرى. وذكر أنه حصل على دعم من القطاع الخاص وأعرب عن ثقته في أن المكسيك ستتغلب قريبًا على الأزمة الحالية. وفي نفس اليوم، تجاوز العدد الإجمالي للحالات ألفي حالة مع 2143 حالة إصابة و94 حالة وفاة.
كرّس الرئيس لوبيز أوبرادور وحاكم موريلوس بلانكو مستشفى كارلوس كاريلو في كويرنافاكا الذي كان من المقرر تخصيصه لرعاية مرضى كوفيد-19. سُجّلت خمسة عشر حالة وفاة جديدة في 5 أبريل، ليصل العدد الإجمالي إلى 94 حالة. تراوحت الفئة العمرية للمتوفى من 26 إلى 91 عامًا بمتوسط عمر 56.5 عامًا. ومن بين الوفيات الـ 94، كان 79% من الذكور و21% من الإناث.
في 6 أبريل أُكّدت 2439 حالة وتجاوز العدد الإجمالي للوفيات مئة مريض مع الإبلاغ عن 125 حالة وفاة.
أعلنت القنصلية المكسيكية في شنغهاي بالصين في 7 أبريل أن طائرة الخطوط الجوية المكسيكية من طراز بوينج 787-8 مليئة بالإمدادات الطبية الطارئة كانت في طريقها إلى المكسيك. في نفس اليوم، أُكّد وجود 2785 حالة و141 حالة وفاة مرتبطة بكوفيد-19.
في 8 أبريل، سحبت عشرين مدرسة للطب والتمريض طلابها من الخدمة الاجتماعية في المستشفيات بسبب نقص الحماية الكافية. قدر هوغو لوبيز-جاتيل راميريز، رئيس وكالة الوزارة للوقاية وتعزيز الصحة في أمانة الصحة المكسيكية، وجود 26519 حالة غير مؤكدة من كوفيد-19في البلاد. وأعلن في المساء أن المكسيك تجاوزت الثلاثة آلاف حالة مؤكدة بـ 3181 حالة و174 حالة وفاة. في اليوم التالي، أُبلغ عن 260 حالة أخرى و20 حالة وفاة أخرى من قبل السلطات المكسيكية. أعلن جوزيف إيغنكيو بريكايدو سانتوس من مجلس الصحة العامة أن 146 مستشفى خاصًا على الأقل ستوفر أسرة لعلاج مرضى كوفيد-19 على أساس غير ربحي.
كان هناك امرأتان حاملان من بين 119 حالة وفاة أُبلغ عنها حتى 9 أبريل. وكانت هاتان الحالتان أول حالتين لامرأة حامل في المكسيك تتوفى بسبب الفيروس، وكانت كلاهما يعاني من مشاكل في السمنة ومرض السكري.
في 10 أبريل، تجاوز إجمالي الوفيات المؤكدة المئتين مع 233 حالة وفاة و3844 حالة مؤكدة من قبل السلطات المكسيكية. أغلقت حكومة باجا كاليفورنيا مصنعًا تابعًا لمجموعة سميثز جروب العملاقة متعددة الجنسيات بعد أن رفضت الشركة بيع أجهزة التهوية للحكومة المكسيكية. وفي اليوم نفسه، أعلنت القنصليات المكسيكية في الولايات المتحدة وفاة 181 مكسيكيًا بسبب جائحة كوفيد-19. وكانت 149 من تلك الحالات في نيويورك. أبلغت الشبكة الوطنية لملاجئ النساء عن زيادة بنسبة 60% في طلبات المساعدة منذ أن بدأت جائحة فيروس كورونا.
في 11 أبريل أُكّد 375 حالة إصابة و40 حالة وفاة أخرى. أصيب 19 عامل زراعي مكسيكي في كيلونا، وكولومبيا البريطانية، وكندا بالمرض ولكن لم يُعلَن عن خطورة أي من هذه لحالات.
في 12 أبريل، أنشأت الحكومة «المركز الوطني للطوارئ (CNC)» لمحاربة الوباء. إذ سيقودها الجيش وسيتكون من العلماء والفنيين الصحيين لتقديم المشورة حول خطوات مكافحة الوباء.
في 13 أبريل، تجاوز عدد الإصابات في البلاد 5000 إصابة وعدد الوفيات 332 حالة وفاة. أعلنت البحرية المكسيكية أنها ستفتح عشر وحدات عزل ذاتي طوعية لإيواء 4000 من ضحايا الوباء في مكسيكو سيتي وجيريرو وخاليسكو وميتشواكان وسينالوا وتاماوليباس وفيراكروز. وكانت سونورا أول ولاية في البلاد تعلن حظر التجول.
في 14 أبريل، قال الحاكم أنطونيو إيتشيفاريا غارسيا من ناياريت إنه يريد إغلاق حدود الولاية للزوار من خاليسكو وسينالوا، مشيرًا إلى أن الشباب، الذين يبدو أنهم يتمتعون بصحة جيدة من مناطق أخرى، قد زاروا أقاربهم المسنين في الولاية. أبلغ حاكم أواكساكا ، أليخاندرو مورات هينوجوسا، عن سرقة أكثر من 20 مجموعة من الإمدادات الطبية المستخدمة لعلاج كوفيد-19 من مستشفى أوريليو فالديفيسو العام. قبل أسبوع، سُرقت سبعة أجهزة تنفس من مستشفى آي أم أس أس. قال حاكم ولاية باجا بكاليفورنيا، خايمي بونيلا فالديز «إن الأطباء في تيخوانا يسقطون مثل الذباب»، إذ شُخّص إصابة 21 عاملًا طبيًا في عيادة IMSS، إضافة إلى تشخيص 20 شخصًا بإصابته بالفيروس والاشتباه بإصابة 15 آخرين به، أصيب طبيب واحد في المستشفى العام IMSS بالعدوى وكان هناك ست حالات مشتبه فيها.
أظهر تقرير صدر في 15 أبريل من مختبر كوينتو إلمنتو أن 30% من المكسيكيين لا يمكنهم الحصول على معلومات محلية حول الإصابة بكوفيد-19. لا تُفصّل مكسيكو سيتي الإحصاءات الخاصة بأحيائها الستة عشر، ولا تكشف ولايات المكسيك وكويريتارو وتلاكسكالا ويوكاتان عن معلومات على مستوى البلديات. قالت الحكومات إن الكشف عن المعلومات ينتهك خصوصية المرضى. بدأ الحرس الوطني في تقديم الدعم الأمني للمستشفيات التي تديرها دائرة الخدمات الطبية الدولية في 19 ولاية في 15 أبريل.

### من 16 إلى 30 أبريل
سُجِّلَت أول وفاة منسوبة لكوفيد 19 لقاصر دون سن 25 عام في تاباسكو في 16 أبريل، وهي فتاة تبلغ من العمر عامين مصابة بمتلازمة داون ومرض خلقي في القلب. أعلنت الحكومة في 16 أبريل أنها ستُقَيِّد النقل بين مناطق البلاد المصابة بكوفيد 19 (معظمها مدن كبيرة) والمناطق غير المصابة، دون تحديد المناطق المشمولة أو كيفية تنفيذ الأمر. قال الرئيس لوبيز أوبرادور أيضًا إنه بناءً على التوقعات الحالية، ستكون 979 بلدية -لم تبلغ عن حالات الإصابة بفيروس كورونا- قادرة على إعادة فتح المدارس وأماكن العمل في 17 مايو؛ بينما ستكون البلديات الموبوءة (عددها 463) قادرة على ذلك في 1 يونيو (463). مع ذلك، سيُطلَب من كبار السن وغيرهم من الفئات الضعيفة البقاء في المنزل، وكذلك يجب أن تبقى قواعد التباعد الجسدي سارية حتى 30 مايو. تنبأت التوقعات بأن ينتهي الوباء في العاصمة في 25 يونيو.
دعا تلفزيون الأزتيكا الجمهور إلى تجاهل المعلومات والتحذيرات التي أطلقها هوغو لوبيز-جاتيل راميريز في 17 أبريل: «مثل كل ليلة، قاد وكيل وزارة الصحة هوغو لوبيز-جاتيل مؤتمر حول كوفيد 19 في المكسيك، لكن أرقامه ومؤتمراته أصبحت بالفعل بعيدة عن الواقع.  ولهذا، نقول له ولجميع كلماته، لن نُصغِ بعد الآن إليك هوغو لوبيز-جاتيل». حاز اقتراح الرئيس لوبيز أوبرادور حول قرار الجمعية العامة للأمم المتحدة لمنع التلاعب في الأسعار أو تكديس الإمدادات الطبية من قبل الدول الغنية على 161 راعٍ مشارك. جرى تقديم هذا الاقتراح لأول مرة عبر مؤتمر فيديوي لمجموعة العشرين. أبلغت شركة بيميكس عن 10 حالات وفاة و92 حالة إصابة و1052 حالة اشتباه و17 حالة شفاء.
في 18 أبريل، أعلن ألونسو بيريز ريكو، وزير الصحة في باها كاليفورنيا- عن إيجابية ما لا يقل عن 30 طبيب - في مكسيكالي بشكل أساسي- لكوفيد 19، دون وجود حالات حرجة.
في 20 أبريل، أعلنت وزارة الدفاع الوطني (سيدينا) أنها وظفت 3158 شخص فقط من 4572 مهني صحي تحتاجه. كسر أحد مستخدمي يوتيوب الفنزويليين المقيمين في مكسيكو سيتي الحجر الصحي بعد تشخيص إصابته بكوفيد 19 في 20 أبريل، مما اضطر السلطات إلى تعقيم محل البقالة الذي قام بتلويثه والتحقيق في موضوع هجرته. كذلك، كانت صديقته قد كسرت الحجر الصحي قبله ببضعة أيام.
دخلت المكسيك المرحلة 3 من خطتها للطوارئ في 21 أبريل. وبحلول هذا التاريخ، سُجِّلَت 712 حالة وفاة و8772 حالة إصابة مؤكدة. سلّمت مستشفى مكسيكو سيتي العامة الجثة الخطأ إلى أرملة أنجيل دورادو ساليناس ذي الإثني وخمسين عام، إذ اكتشفت الأرملة الخطأ عندما رأت صورة الجثة.
في منتصف أبريل، لفت انتباه وسائل الإعلام شروع عصابات المخدرات المكسيكية بتوزيع الإمدادات على المواطنين الفقراء في الشوارع، وذلك كمحاولة لتعزيز شعبيتها وكرد فعل تجاه جهود الرئاسة المكسيكية الضئيلة. ومنذ ذلك الحين، دعا رئيس المكسيك العصابات إلى التوقف عن توزيع الإمدادات وإنهاء العنف بدلًا من ذلك.
في 21 أبريل، وصل عدد حالات الإصابة بكوفيد 19 إلى نحو 10000- 10544 حالة، مع تسجيل 970 حالة وفاة.
قُبض على ستة أشخاص في سان بيدرو تلاكيباك وتلاخومولكو دي زونيغا وخاليسكو لخرقهم أوامر الحجر الصحي الصادرة عن الولاية في 22 أبريل. كذلك، مُنع ستة أشخاص آخرين من دخول البلد. ومن الأحداث الأخرى، قُبِضَ على امرأتين في كويريتارو لمهاجمتهما عامل صحي، ليواجهوا بذلك حكمًا بالسجن يصل حتى ثلاث سنوات وغرامة مالية قدرها 24644 بيزو (977 دولار). خلال هذه الفترة، عملت السلطات على افتتاح مستشفى ميداني بسعة 854 سرير في مدينة مكسيكو، ومن المفترض أن يعمل بكامل طاقته بتاريخ 1 يونيو.
في 26 أبريل، أعلن المجلس المكسيكي لرجال الأعمال وبنك التنمية للبلدان الأمريكية عن خطة بقيمة 12 مليار دولار أمريكي لتوفير الدعم لنحو 30000 صناعة صغيرة ومتوسطة الحجم. عارض أندريس مانويل لوبيس أوبرادور الخطة وشبهها بحادثة الفوبابروا، وهي خطة إنقاذ مصرفي لجأت إليها السلطات عام 1995 وحينها كلفت دافعي الضرائب مليارات الدولارات. مع ذلك، دعم حزب العمل الوطني الخطة.
في 23 أبريل، تجاوز عدد وفيات كوفيد 19 العدد 1000، وتوقعت مدينة تيخوانا أن تنفد الأماكن في مستشفياتها خلال عطلة نهاية الأسبوع.
في 29 أبريل، توقفت ثمانية مستشفيات عامة وثلاثة مستشفيات خاصة في مكسيكو سيتي عن قبول مرضى كوفيد 19 بسبب نقص الأماكن وأجهزة التنفس الصناعي، بينما أبلغت رئيسة حكومة مكسيكو سيتي، كلوديا شينباوم، عن توفر 54 مستشفى تملك 1500 سرير.  في نفس اليوم، هدد إينياكي لاندابورو، رئيس الرابطة الوطنية لبائعي البقالة بالجملة، بإيقاف سلسلة التوريد في محلات السوبر ماركت في ولاية المكسيك وتاباسكو وغيريرو وموريلوس وفيراكروز في حال عدم اتباع تدابير السلامة وفي حال عدم توفير الأمان على الطرق السريعة. قال لاندابورو إن الجريمة المنظمة تستهدف شاحنات الأغذية وتسرقها، لتقوم بعد ذلك بإعادة توزيع الطعام مجانًا في محاولة لإظهار شعور زائف بالتضامن بين السكان.

## مايو 2020

### من 1 إلى 17 مايو
في الأول من مايو، تجاوزت المكسيك 20 ألف إصابة بفيروس كوفيد 19. زعمت منظمة مكسيكيون ضد الفساد أن ليون مانويل بارتليت، نجل مانويل بارتليت رئيس اللجنة الفيدرالية للكهرباء، حاول عن طريق الاحتيال بيع أجهزة تهوية باهظة الثمن إلى المعهد المكسيكي للضمان الاجتماعي (آي إم إس إس) في هيدالغو.
في 2 مايو، تجاوز عدد حالات الوفاة الناجمة عن جائحة كوفيد 19 في المكسيك 2000 حالة. أصيب ما لا يقل عن أربعين عامل زراعي مكسيكي وغواتيمالي في كندا بفيروس كورونا، وفقًا لمنظمة الغذاء والعمال التجارية المتحدة.
في 3 مايو، نشر معهد الضمان الاجتماعي المكسيكي مقاطع فيديو يوضح التقدم الذي حققوه في بناء مستشفى ميداني في مضمار سباق حلبة هيرمانوس رودريغيز في مكسيكو سيتي، إذ توقعوا حينها أن يبدأ المستشفى العمل في 13 مايو.  في نفس اليوم، قدر وكيل الوزارة لوبيز جاتيل وجود 104562 حالة إصابة بكوفيد 19 في المكسيك، وهذا العدد يزيد بنحو 80000 حالة على الحالات المؤكدة.
افتُتِح القصر الرئاسي السابق لوس بينوس كمأوى لمقدمي الخدمات الصحية التابعين لمعهد الضمان الاجتماعي المكسيكي في مكسيكو سيتي في 4 مايو.
أعلن معهد التحقق الإداري (إينفيا) أنه أغلق ثماني شركات غير أساسية في 4 و5 مايو بسبب انتهاكها أوامر الإغلاق في مكسيكو سيتي. كان هذا بالإضافة إلى تعليق عمل 58 شركة أخرى بين 26 مارس و30 أبريل.
وفقًا لتقديرات وكيل الوزارة لوبيز جاتيل، قد يصاب ما لا يقل عن 250000 شخص في النهاية وقد يصل عدد الوفيات إلى 8000.  في 6 مايو، وصلت مجموعة من منظمة أطباء بلا حدود إلى تيخوانا في باها كاليفورنيا. حازت باها كاليفورنيا على المركز الثالث بعد مكسيكو سيتي والمكسيك من حيث عدد الإصابات المبلغ عنها بكوفيد 19. سُمِح لرحلة سيفن سيز سبيليندور من لوس أنجلوس بالرسو في بويرتا فالارتا لمدة ثلاثين يوم لأسباب إنسانية. لا تحمل السفينة حاليًا أي ركاب ومن المقرر أن تبحر إلى لاباز في باها كاليفورنيا سور في 6 يونيو.
أُغلِق دار رعاية المسنين في نويفو ليون في 7 مايو بعد الإبلاغ عن تفشي المرض في 4 مايو.
أكد مقال نُشر في صحيفة نيويورك تايمز في 8 مايو أن الحكومة الفيدرالية وحكومة ولاية مكسيكو سيتي تجاهلا موجة الوفيات الناجمة عن فيروس كورونا في العاصمة. انتقد المقال الطريقة التي تعامل بها الرئيس أندريس مانويل لوبيز أوبرادور مع الوباء مشيرًا إلى فكرة عدم إجراء الاختبارات الكافية وحقيقة أن الحكومة كانت تخفي العدد الحقيقي لحالات ووفيات كوفيد 19. قال وكيل الوزارة هوغو لوبيز-جاتيل إن المنحنى استوى وأن 5٪ فقط من المصابين تظهر عليهم الأعراض وأن 5٪ فقط من هؤلاء المرضى الذين تظهر عليهم الأعراض سيضطرون للذهاب إلى المستشفى. ومع ذلك، يقول الخبراء إن النموذج المُعلَن خاطئ مع إجماع جيد جدًا على ذلك.
توفي أكثر من 100 عامل صحي (أطباء وممرضات ومسؤولون، إلخ.) من بين 3573 شخص توفي بسبب الفيروس في 12 مايو. كذلك، توفي رجل في الأربعين من عمره يعمل في مكتب الرئيس.
في 13 مايو، سجلت المكسيك أكثر من 2000 حالة جديدة في غضون 24 ساعة لأول مرة. كانت المدن الأربع التي سجلت أكثر الحالات في ذلك الوقت هي مكسيكو سيتي وولاية المكسيك وتاباسكو وفيراكروز. احتوت البلاد ما مجموعه 42595 حالة مؤكدة و4447 حالة وفاة مؤكدة. قدم الرئيس لوبيز أوبرادور خطة من أربع مراحل لإعادة الانفتاح الاقتصادي التدريجي والمنظم للبلاد، وذلك بدءًا من 18 مايو.
بين 9 مايو و15 مايو، سُجِّلَت 13000 حالة جديدة ليبلغ العدد الإجمالي 42595 حالة إصابة و10057 حالة نشطة و4477 حالة وفاة في 15 مايو.

### مايو 18-31
أفيد في 18 مايو أنه في ضواحي مدينة مكسيكو سيتي يتراكم أكثر من 3.5 طن من النفايات المعدية وتُصرَّف بشكل غير قانوني.
في 19 مايو، قال مكسيكيون ضد الفساد إن سلطات مكسيكو سيتي تخفي العدد الحقيقي لوفيات كوفيد-19. زعمت المنظمة أن العدد الفعلي للوفيات في المدينة بلغ 4577، مقابل 1332 حالة مؤكدة في ذلك الوقت من قبل السلطات. في نفس اليوم، اختُطف أربعة عشر عاملًا في مجال الصحة وأطلِق سراحهم من فندق في تاكوبايا، مكسيكو سيتي.
في 20 مايو، قالت حكومة ولاية مكسيكو إنها ستستخدم شاحنات ومقطورات مبردة لتخزين الجثث القادمة من 16 مستشفى لفترات تتراوح من 48 إلى 72 ساعة من أجل تجنب اكتظاظ المشرحة ودعم العائلات التي يريدون حرق الجثث. في اليوم نفسه، عيّنت حكومة مكسيكو سيتي اللجنة العلمية الفنية لتحليل الوفيات برئاسة أرتورو غاليندو فراغوا من المعهد الوطني لعلوم الطب والتغذية للتحقيق فيما إذا كان العدد الرسمي لوفيات كوفيد-19 أقل من العدد الفعلي. يعمل الدكتور كريستوفر إدوارد أورمسبي، من المعهد الوطني للأمراض التنفسية أيضًا في اللجنة. في نفس اليوم، قدمت كلوديا شينباوم خطتها التدريجية للعودة نحو الحياة الطبيعية في مكسيكو سيتي، وقالت إن مكسيكو سيتي ستكون في خطر حتى 15 يونيو على الأقل.
في 22 مايو، بلغ عدد الحالات الجديدة والوفيات المبلغ عنها خلال 24 ساعة رقمًا قياسيًا بلغ 2973 حالة و420 وفاة. أعادت شركة جنرال موتورز افتتاح اثنين من مصانعها الأربعة جزئيًا؛ مصنع محركات في راموس أريزبي، كوليما ومصنع للسيارات وناقلات الحركة في سيلاو، غواناخواتو.
أفيد في 23 مايو أن معدل وفيات في المكسيك البالغ 10.8% بسبب كوفيد-19 هو ثامن أعلى معدل في العالم، وذلك على الأرجح بسبب نقص الاختبارات. على الصعيد العالمي، كان معدل الوفيات حوالي 6.7% في ذلك الوقت.
أعلن معهد الصحة من أجل الرفاهية في 25 مايو أنه دفع 60,435,000 بيزو مكسيكي مقابل 300,000 اختبار كوفيد-19 في يونيو ويوليو. تكلفة الاختبار الواحد 204 دولار.
في 26 مايو، وصلت الأرقام إلى مستوى قياسي آخر، مع 3455 حالة جديدة و501 حالة وفاة جديدة خلال أربع وعشرين ساعة.
في 27 مايو، شجبت ممرضة تبلغ من العمر 55 عامًا وترأس وحدة العناية المركزة في مستشفى آي إس إس تي إي في ميريدا، يوكاتان، التهديدات بالقتل التي تلقتها وحرق منزلها وسيارتها.
تصطف السيارات لأميال عند معبر تيخوانا-سان دييجو بولاية كاليفورنيا، رغم القيود المفروضة على السفر غير الضروري. أبلغت باجا كاليفورنيا عن نقص بنسبة 33% في أسرة المستشفيات في 28 مايو. أدت الأخبار الكاذبة حول المواد السامة التي تنتشر بواسطة الطائرات بدون طيار إلى اضطرابات في فينوستيانو كارانزا، تشياباس، بما في ذلك حرق مبنى البلدية.
صُنفت ثلاثين ولاية وسي دي إم إكس على أنها في المستوى الأحمر (الحد الأقصى للمخاطر)؛ الاستثناء الوحيد هو ولاية زاكاتيكاس، وتصنيفها برتقالي: عالي الخطورة، بعد اكتشاف 814,00 حالة مؤكدة و 9044 حالة وفاة في 28 مايو.

## يونيو 2020

### 1-15 يونيو
كان اليوم الأول من الوضع الطبيعي الجديد في 1 يونيو. توجه الرئيس لوبيز أوبرادور موتورز إلى كانكون وافتتح تشييد قطار المايا. وفي نفس اليوم، وصل أول سائح أجنبي، منذ فرض الحجر الصحي، إلى لوس كابوس، باجا كاليفورنيا سور. صُرف النظر عن القواعد المتعلقة بالتباعد الآمن، واستخدام قناع الوجه، وضد ازدحام وسائل النقل العام.
في 2 يونيو، ارتفع عدد حالات الإصابة الجديدة بنسبة 4.2% (3891) مقارنة باليوم السابق. شكلت النساء 57% من 97326 حالة مؤكدة في البلاد في ذلك الوقت.
لأول مرة، في 3 يونيو، تستخدم البلازما التي تبرع بها المرضى المتعافين كعلاج تجريبي بديل للأفراد المصابين بفيروس سارس كوف-2.
أبلِغ عن 817 حالة وفاة جديدة في يوم واحد في 4 يونيو وهي أكثر من الأرقام اليومية المجمعة من الولايات المتحدة (174) والبرازيل (33) وروسيا (144) والمملكة المتحدة (357). وتعد حالات الإصابة الجديدة في المكسيك البالغ عددها 4,422 حالة أقل من الحالات الجديدة في روسيا والتي يبلغ عددها 8,726 وحالات الهند التي بلغت 7,450 حالة، ولكنها أكثر من الحالات الجديدة في الولايات المتحدة البالغ عددها 4,091.
بدأ مكتب المدعي العام في مكسيكو سيتي تحقيقًا في 5 يونيو في مزاعم تغيير وتزوير 500 شهادة وفاة من قبل عشرة أطباء، فضلًا عن سرقة خمسة منهم. وأثارت شهادات الوفاة المفقودة أو المزورة الشكوك حول صحة الإحصائيات، ما جعل التنبؤ أكثر صعوبة. أفادت اللجنة الوطنية لحقوق الإنسان أن السجون معرضة بشكل خاص لانتشار الفيروس، وأشارت إلى وجود 395 حالة مؤكدة، و232 حالة مشتبه بها، و53 حالة وفاة، وثلاث أعمال شغب أو معارك في السجون تتعلق بكوفيد-19. من بين هؤلاء، أكِدت 99 حالة في خاليسكو و55 في مكسيكو سيتي.
نشرت صحيفة إكسليسيور تقريرًا يفيد بأنه بين 12 أبريل و4 يونيو، ارتفع عدد الإصابات بكوفيد-19 بين الأطفال من 84 إلى 2248. أشارت منظمة أنقذوا الأطفال إلى وفاة 46 فتاة وفتى ومراهق، ما يؤكد الأعداد الكبيرة من القاصرين الذين يتعين عليهم العمل للمساعدة في إعالة أسرهم.
في اجتماع في تيكيلا، خاليسكو في 7 يونيو، استنكر حكام كتلة الثمانية (كواهويلا، كوليما، دورانغو، غواناخواتو، خاليسكو، ميتشواكان، نويفو ليون وتاماوليباس) نظام إشارات المرور للحكومة الفيدرالية لإعادة فتح الاقتصاد والمطالبة بمزيد من الحكم الذاتي للولايات. أفيد أن زوي أليخاندرو روبليدو، مدير المعهد المكسيكي للضمان الاجتماعي وثلاثة موظفين كبار آخرين في المؤسسة أصيبوا بفيروس كورونا.
أظهرت خريطة إشارات المرور للفترة من 8 إلى 14 يونيو الدولة بأكملها باللون الأحمر، ونفى هوغو لوبيز-غاتيل بشكل قاطع في 8 يونيو إمكانية عودة البلاد الآن إلى طبيعتها. كانت ولايات تاماوليباس وأواكساكا وكوينتانا رو مستقرة لكنها ما زالت في وضع الارتفاع. كان لدى غيريرو ويوكاتان وكويرتيارو معدلات إصابة أقل قبل 14 يومًا، لكن لوبيز-غاتيل حذر من ارتفاع محتمل.
أحصى معهد القياسات الصحية والتقييم التابع لجامعة واشنطن في سياتل ما بين 37,397 و75,516 حالة وفاة بسبب فيروس كورونا في المكسيك بحلول 4 أغسطس. في 9 يونيو، أفاد الحاكم هيكتور أستوديلو فلوريس من غيريرو أن إصابته بكوفيد-19 تراجعت لكنه يخطط لمواصلة العمل من المنزل.
أحرق سكان مسلحون في لاس روساس، تشياباس، عيادة صحية وقاعة بلدية، بعد وفاة فلاح في 10 يونيو، على ما يبدو بسبب فيروس كورونا.
عاد أول سائحين دوليين إلى كوينتانا رو في 11 يونيو.
أغلقت عيادة مكسيكالي الصحية بدعم من المرشح السابق لمنصب حاكم ولاية باجا كاليفورنيا إنريكي أكوستا فريغوسو في 15 يونيو بعد بيع علاج مفترض لكوفيد-19 مقابل مبلغ يتراوح بين 10,000 و 50,000 بيزو مكسيكي.

### 16-30 يونيو
ولد ثلاثة توائم قبل الأوان مصابين بكوفيد-19 في مستشفى إغناسيو موؤونيس بريتو المركزي في سان لويس بوتوسي في 17 يونيو. أظهر كلا الوالدين نتائج سلبية وأفيد أن حالة الأطفال مستقرة.
حدث 51.2% من جميع الإصابات (94958 حالة) فيما يسمى بالوضع الطبيعي الجديد من 18 مايو إلى 23 يونيو، وهي الفترة التي أعقبت رفع الحجر الصحي العام للبلاد وبدأت الدول في استئناف أنشطتها الاقتصادية والاجتماعية على مراحل. وارتفعت الوفيات بنسبة 56% (12,654 حالة) في الأيام الـ 22 من الوضع الطبيعي الجديد.
أفاد غارباس باربوسا، نائب مدير منظمة الصحة للبلدان الأمريكية، في 24 يونيو أنه في المكسيك هناك زيادة واضحة في إصابات كوفيد-19، وهو وضع مشابه للوضع في البرازيل وتشيلي وبيرو. وأوصت السلطات بتخصيص 6% على الأقل من الناتج المحلي الإجمالي للقطاع الصحي وتوجيه 30% من الاستثمار المذكور إلى المستوى الأول من الرعاية الطبية.
تراجعت إصابة أرتورو هيريرا، وزير المالية والائتمان العام بكوفيد-19 في 25 يونيو. سجلت بويرتو فالارتا، خاليسكو، رقمًا قياسيًا يوميًا لوفيات كوفيد-19 مع ستة وفيات جديدة في المدينة. سُجلت 723 حالة إصابة مؤكدة بفيروس كورونا في المدينة، مع إضافة 33 حالة جديدة في 25 يونيو، وهو أيضًا رقم قياسي يومي جديد للمدينة. هذا بعد أسبوعين من إعادة فتح الاقتصاد والشواطئ وبعد سبعة أيام من تدفق الناس على الشواطئ في عطلة عيد الأب في بويرتو فالارتا حيث لوحظ القليل من التباعد الاجتماعي أو استخدام الكمامة.

## يوليو 2020

### يوليو 1-15
في 1 يوليو، أصبحت المكسيك الدولة السابعة على مستوى العالم في عدد وفيات مرضى كوفيد-19 متجاوزة بذلك إسبانيا. في نفس اليوم، بلغت الحالات المؤكدة في المكسيك 231,770، لتصبح أيضًا الدولة العاشرة على مستوى العالم في عدد إصابات كوفيد-19.
في 2 يوليو، فُتحت سوق تيانغيس في مكسيكو وسُمح بفتح المطاعم والفنادق في مكسيكو بسعة 30%. وفي اليوم التالي، فُتحت صالونات الحلاقة والزينة في المدينة.
في 4 يوليو، تجاوزت المكسيك فرنسا في عدد الوفيات الناتجة عن كوفيد-19 وأصبحت في المرتبة السادسة.
في 5 يوليو، أعلنت حكومة مكسيكو أنها ستقيد الدخول إلى زوكالو، وأغلقت محطات الأنفاق في مركز مدينة مكسيكو، وقالت إنها ستضبط الحركة المرورية وحركة المشاة، وستفرض قواعد التباعد الاجتماعي واستخدام أقنعة الوجه.
في 6 يوليو، ظهر انخفاض في حالات الإصابة اليومية في ولايات تشياباس وشيواوا وموريلوس وكيريتارو وزاكاتيكاس ومدينة مكسيكو، أبدت مدينة مكسيكو انخفاضًا متواصلًا خلال 12 يومًا. في المقابل، تزايدت الحالات اليومية في ولايات تاباسكو وسونورا وكواويلا وتاماوليباس. 
في 8 يوليو، فُتحت المتاجر في مدينة مكسيكو مع تقييد وقت الشراء بساعة واحدة يوميًا يضع فيها الزبائن أقنعة الوجه بشكل إلزامي ولا يسمح لهم بتجريب الألبسة أو مستحضرات التجميل والعطور.
في 11 يوليو، تجاوزت المكسيك المملكة المتحدة بعدد الإصابات المسجلة وأصبحت الدولة الثامنة على مستوى العالم. وفي اليوم نفسه، وصل رفات 245 شخصًا مكسيكيًا ماتوا في الولايات المتحدة الأمريكية بعد الإصابة بكوفيد-19، وسُلم لذوي المتوفين. في المؤتمر الصحفي اليومي الذي عقده وكيل وزارة الصحة هوغو لوبيز- جاتيل في اليوم نفسه، قال إن وزارة الصحة تتريّث بشأن تقديم النظام الإنذاري المسمى «إشارة المرور» في الأسبوع المقبل نتيجة التناقضات الموجودة في البيانات المقدمة من بعض الولايات. قالت ولايتا يوكاتان وكينتانا رو، المُشار إلى تأخرهما في الإبلاغ والتضارب في البيانات المقدمة منهما في تصريح لوبيز-جاتيل، إنهما يمتثلان تمامًا لما طلب منهما الإبلاغ عنه.
في 12 يوليو، تجاوزت المكسيك إيطاليا في عدد الوفيات وأصبحت في المرتبة الرابعة على مستوى العالم بعد أن بلغ عدد المتوفين 35,006.
في 13 يوليو، بلغ عدد الإصابات 304,435 حالة و35,491 وفاة. وذكر وكيل الوزارة هوغو لوبيز- جاتيل وجود انخفاض في عدد الحالات الجديدة في وادي المكسيك بعد أن انتقلت جواناخواتو إلى المركز الثانى في عدد الحالات النشطة التي بلغت 2530. تشير تقارير نويفو ليون إلى أن معدل إشغال المستشفيات بلغ 82%. أُصيب 104 من أصل 249 عاملًا صحيًا في مستشفى الدكتور ماسيدونيو بنيتيز فوينتيس العام في جوتشيتان دي ساراغوسا في أوكساكا.
في 14 يوليو، أعلن المجلس الوطني للعلوم والتكنولوجيا عن تطوير جهازي تهوية مكسيكيي الصنع: إيكاتل (إله الريح عند الآزتيك؛ بلغة ناواتل) 4 تي وغاتسي (تعني «نَفس» بلغة أوتومي).
في 15 يوليو، وافقت المكسيك والولايات المتحدة وكندا على الإبقاء على القيود المفروضة على السفر غير الضروري حتى 21 أغسطس. وأفادت المديرية العامة للوبائيات في وزارة الصحة أن كوفيد-19 هو السبب الرئيسي لوفاة النساء الحوامل هذا العام إذ سببّ المرض وفاة 73 من أصل 417 امرأة حامل متوفية، وتوجد 23 حالة وفاة يُشتبه بأن سببها كوفيد-19.

### 16-31 يوليو
في 20 يوليو، ألغى وزير الصحة خورخي ألكوسير فاريلا ووكيل الوزارة هوغو لوبيز- جاتيل اجتماعًا مع حكام حزب العمل الوطني، على الرغم من حضورهما مؤتمر الحكام الوطنيين ولقائهما حاكم يوكاتان موريسيو فيلا دوسال من لجنة الصحة في المؤتمر، أراد حكام حزب العمل الوطني التخلص من نظام الإنذار الصحي المُسمى «إشارة المرور» إذ قالوا إن «إشارة المرور لا يساعد أبدًا» واقترحوا استبدال إشارة المرور «بمؤشرات صحية جديدة».
في 21 يوليو، أعلنت وزارة الصحة عن البلديات العشر ذات معدلات الإصابة الأعلى، وهي: بيدراس نيغراس في كواويلا؛ سيوداد فاليس في سان لويس بوتوسي؛ كوسامالوابان دي كاربيو في فيراكروز؛ تينوسيك في تاباسكو؛ سينترو في تاباسكو؛ تيولويوكان في ولاية مكسيكو؛ ناكاجوكا في تاباسكو؛ أكونيا في كواويلا; ميلبا ألتا في مدينة مكسيكو؛ أوثون بّي بلانكو في كينتانا رو. أعلنت الوزارة أيضًا أن عدد الوفيات تجاوز 40,000 في 21 يوليو. وقال الدكتور مايك ريان من منظمة الصحة العالمية إنه يجب ألا يتوقع أحد توفر لقاح قبل أوائل عام 2021.
في 22 يوليو، أعلن مساعد مدير منظمة الصحة للبلدان الأمريكية، جارباس باربوسا، أن المكسيك هي الدولة الثامنة والثلاثين التي ترسل خطاب نية شراء لقاح «كوفيد-19» عند إتاحته. وقال وزير الخارجية مارسيلو إبرارد إن هناك أدلة على إمكانية توفر لقاح خلال عام 2020، وإن الهدف توزيع ملياري جرعة من اللقاح بالتساوي بين 77 دولة الأخرى. في 23 يوليو، أكد الرئيس لوبيز أوبرادور أن بعض أقاربه مصابون بكوفيد-19، ومنهم من قضى نحبه بسبب الفيروس.
في 26 يوليو، أعيد فتح الكنائس في مدينة مكسيكو بسعة 20%.

في 30 يوليو، هدد وكيل وزارة الصحة هوغو لوبيز-جاتيل بفرض عقوبات جنائية على الحكام الذين تعمدوا تغيير حالة ولاياتهم وفق نظام إشارة المرور. وفي هذا الصدد، قالت ماريسيلا ليكونا غونزاليس، محامي وزارة الصحة:
«عندما تتوقف حكومة كيان اتحادي عن الامتثال لنتيجة التقييم الأسبوعي وتغفل الدعوة إلى اتخاذ تدابير موافقة لمستوى الخطر من قبل السلطة الصحية الاتحادية، وتصدر إلى سكانها  على أساس ذلك تعليمات تقضي باتخاذ تدابير موافقة لمستوى خطر أدنى، وبعد التحقيق في ذلك من قبل السلطة المختصة، تصبح مسؤولية الموظفين الحكوميين الذين يتخذون مثل هذا القرار من الناحية المدنية و/أو الإدارية و/أو الجنائية واضحة».
رفض الكثير من الحكام هذا الاقتراح.

## أغسطس

### 1-15 أغسطس
في 3 أغسطس، أعلنت باتريسيا رويز أنشوندو، المدعي العام الاجتماعي في مدينة مكسيكو، عن تقديم أكثر من 3000 شكوى ضد أطراف انتهكوا المبادئ التوجيهية الصحية الرسمية المتعلقة بكوفيد-19 في مبانٍ سكنية. معظم هذه الشكاوى في أحياء بينيتو خواريز وكواوتيموك وإيزتابالابا.
في 4 أغسطس، أعلنت وزارة الصحة عن إصابة 4,732 من متحدثي اللغات الأصلية بكوفيد-19، ووفاة 798 شخصًا منهم.
تجاوزت المكسيك علامة 50 ألف وفاة في 6 أغسطس. تُصنف وزارة الخارجية الأمريكية السفر إلى المكسيك على أنه «عالي الخطورة».
سار العاملون في الصحة والمعلمون وأفراد من المنظمات الاجتماعية في تشياباس في 9 أغسطس للمطالبة بالإفراج عن الدكتور فيسنتي غراغالاس يوكا، المتهم بإساءة استخدام السلطة بعد أن ندد بنقص الأدوية في مستشفيات الدولة. انطلقت مسيرات أخرى في أواكساكا وكينتانا رو وفيراكروز وموريلوس. سُجلت حتى ذلك الحين 52,298 وفاة بالفيروس و480,278 حالة مؤكدة.
في 11أغسطس، دعا غوستافو دي هويوس، رئيس مجموعة «كوبارميكس» التجارية، الرئيس لوبيز أوبرادور إلى وضع قناع الوجه ليكون قدوةً للجميع. قالت حكومة كيريتارو إنها منذ مايو 2020 ردّت 63,000 زائرًا من دول مجاورة في محاولة للسيطرة على انتشار الفيروس.
في 13 أغسطس، أعلنت مؤسسة كارلوس سليم عن نيتها تمويل جهود المكسيك والأرجنتين وجامعة أكسفورد وأسترا زينيكا في إنتاج وتوزيع لقاح كوفيد-19 الذي تطوره كل من أوكسفورد وأسترا زينيكا. سيبدأ توزيع اللقاح خلال النصف الأول من عام 2021، وسيُتاح في كامل أمريكا اللاتينية، باستثناء البرازيل.